# Viquipèdia en eslovè
La Viquipèdia en eslovè (en eslovè: Slovenščina Wikipedija) és l'edició en eslovè de la Viquipèdia.
Va ser creada el març del 2002. El 7 de febrer del 2005 va arribar als 10.000 articles. El gener del 2006 tenia més de 22.000 articles i representava la 21a Viquipèdia més grossa per nombre d'articles. L'abril del 2010 va superar els 86.000 articles. El 31 de març de 2016 ja en tenia 150.000.
La Viquipèdia en eslovè és una referència àmpliament utilitzat pel treball i una de les més visitades de les pàgines socials d'Internet per usuaris d'Eslovènia, però les estadístiques oficials en l'ús d'Internet no distingeixen entre les diferents edicions de la Viquipèdia, analitzant només el domini base de wikipedia.org.